# Karl Ehmann (Ingenieur)

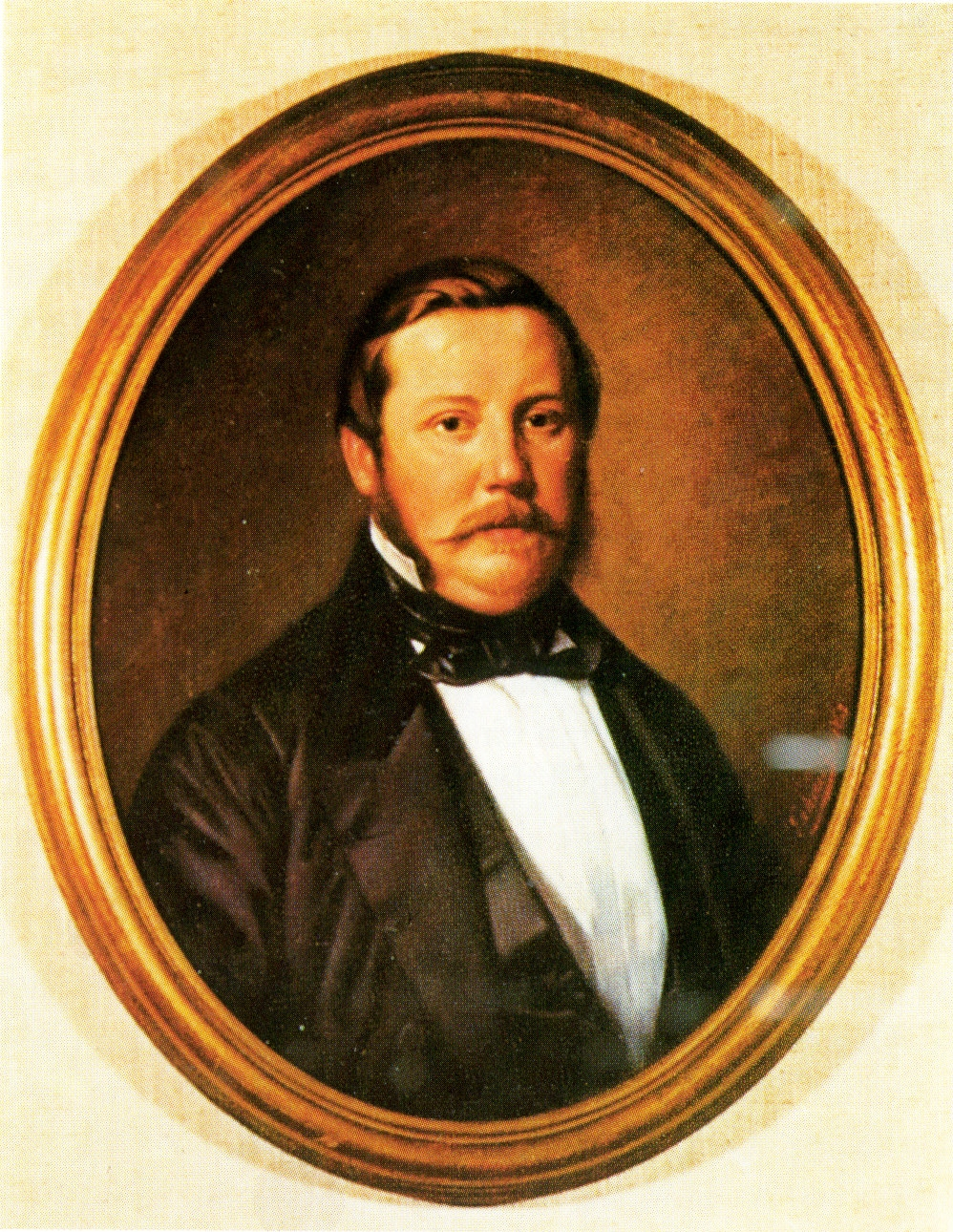
Karl Ehmann (1827–1889)

Karl Ehmann (* 24. September 1827 in Berg bei Stuttgart; † 30. April 1889 in Stuttgart) war ein deutscher Ingenieur. Seine herausragendste Leistung ist die Planung und Ausführung der ersten Abschnitte der Albwasserversorgung.

## Leben

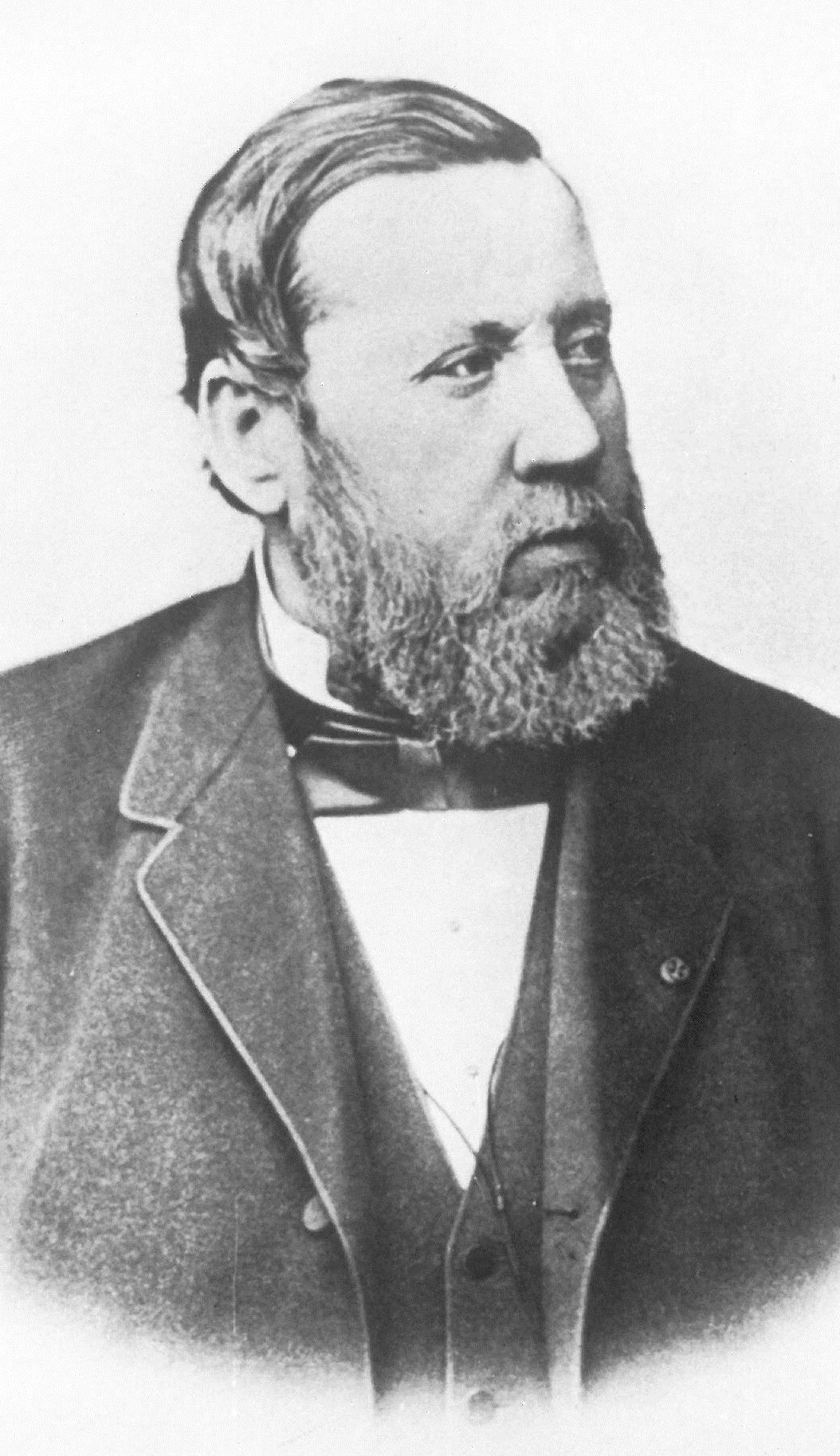
Karl von Ehmann (1827–1889), ca. 1880/1890

Ehmann studierte am Polytechnikum Stuttgart Maschinenbau und arbeitete während der Ausbildung bei der Maschinenbau-Gesellschaft Karlsruhe und bei der Lokomotiven- und Maschinenfabrik J.A. Maffei in München. Nach dem Studienabschluss war er anfangs bei der Kaiser-Ferdinands-Nordbahn in Olmütz tätig, nach 1847 zunächst in England als Konstrukteur von Pumpen zur Entwässerung von Bergwerken, dann in den USA als Berater für Wasserbauwesen und Ingenieur auf Zuckerrohr- und Baumwollplantagen. Seit 1857 lebte er wieder in Stuttgart und war als Zivilingenieur tätig. Er wurde 1865 durch König Karl I. zum Baurat ernannt. Als Berater für Wasserversorgung war er für den Bau mehrerer Wasserwerke in Württemberg verantwortlich. Eines seiner Projekte war die Wasserversorgung der Heckengäu-Gemeinde Eberdingen-Nussdorf, die zur Erinnerung die Grundschule nach ihm benannte.
1866 legte Ehmann dem württembergischen Ministerium des Inneren seine „technischen Voruntersuchungen mit Plan über die Thunlichkeit einer künstlichen Wasserversorgung der Alborte des Königreiches“ vor. Damit war beabsichtigt, für die Bewohner der als Karstgebiet wasserarmen Alb-Hochfläche erstmals eine geregelte Versorgung mit sauberem Trinkwasser sicherzustellen. Bis dahin musste dort das Regenwasser gesammelt werden. Da auf der Alb die Niederschläge arm sind, bereitete das erhebliche Probleme. In niederschlagsarmen Perioden musste das Wasser mühsam vom Tal her in langen Wasserfässern mit Pferde- oder Ochsenwagen rund 200 m hochgeschafft werden. Im Winter 1865/66 sollen täglich 190 Fuhren zu je rund 500 Liter zum Versorgen von Justingen, Ingstetten und Ennabeuren unterwegs gewesen sein, die bei Hütten aus der Schmiech Wasser geholt haben.
Nachdem Ehmann die genauen Pläne erarbeitet und die Baukosten auf 100000 fl geschätzt hatte, mussten zunächst die Widerstände bei der Bevölkerung überwunden werden, weil sie zwei Drittel der Baukosten tragen sollte. Trotz eindeutiger Vorteile waren viele dagegen, weil sie keine Änderungen wollten und solche Ausgaben scheuten. 1869 wurde Ehmann Leiter des in Württemberg neu geschaffenen Staatlichen Wasserbauamts und „Erster Staatstechniker für das öffentliche Wasser-Versorgungs-Wesen“. Um die Wasserversorgung auf der Alb zu gewährleisten, unterteilte er das Gebiet in Versorgungsgruppen, die noch heute existieren. 1870 begann unter Ehmanns Leitung die erfolgreiche Ausführung der Albwasserversorgung. Ihre zentrale Anlage war das Pumpwerk in Justingen, das Wasser auf die 200 Meter höher gelegene Albhochebene in einen Behälter pumpte, an dem sich die Haushalte Wasser zapfen konnten. Der Bau des Pumpwerks wurde am 11. Mai 1870 begonnen und am 20. Februar 1871 ging es in Betrieb. Erst dann konnten die Zweifler überzeugt werden. Die Anlage wurde in den 1920er Jahren modernisiert und diente bis 1971.
Kurz vor Dienstende 1883 wurde Karl Ehmann zum Baudirektor und Geheimen Rat ernannt und in den Dienstadel erhoben. Ferner war er außerordentliches Mitglied der Preußischen Akademie des Bauwesens in Berlin und Professor ehrenhalber der Universität Tübingen. Ehmann wurde auf dem Stuttgarter Pragfriedhof in Abteilung 4 beigesetzt. Sein Werk setzte sein Vetter und Nachfolger im Amt, Hermann Ehmann, fort.

## Roman
- Josef Weinberg: Der Schulheiß von Justingen. Roman nach technischen Motiven, Kurt Anholdt Verlag, Stuttgart-Bad Cannstatt 1937 (2. Auflage 1951; Neuauflage: Der Schultheiss von Justingen. Historischer Roman um den Beginn der Albwasserversorgung, Feucht, Allmendingen 1987).